# Ficus tamayoana
Ficus tamayoana är en mullbärsväxtart som beskrevs av Cuev.-fig. och Carvajal. Ficus tamayoana ingår i släktet fikonsläktet, och familjen mullbärsväxter. Inga underarter finns listade i Catalogue of Life.